# Nectarinia bocagei
Nectarinia bocagei là một loài chim trong họ Nectariniidae.